# 지퍼스 크리퍼스 2
《지퍼스 크리퍼스 2》(Jeepers Creepers 2)는 2003년 공개된 미국의 공포 영화이다.

## 출연

### 주연
- 레이 와이즈
- 에릭 네닝거
- 가리카이 무탐버와

### 조연
- 니키 에이콕스
- 마리에 델피노
- 다이앤 델라노
- 돔 고솜 Jr.
- 빌리 아론 브라운
- 레나 카드웰
- 알 샌토스
- 트라비스 쉬프너
- 커선 버쳐
- 조쉬 하몬드
- 톰 타란티니
- 드류 타일러 벨
- 루크 에드워즈
- 저스틴 롱
- 조나단 브렉

## 기타
- 원조: 빅터 살바
- 조명: 구범석
- 미술: 피터 제이미슨
- 의상: 제너 스턴
- 배역: 아론 그리피쓰
- 배역: 린다 필립스 팔로